# Hermann Berghaus
Hermann Berghaus (ur. 16 listopada 1828 w Herford, zm. 3 grudnia 1890 w Gocie) – niemiecki kartograf. Pracował w zakładach geograficznych założonych przez Justusa Perthesa. Kartografii uczył się u swego stryja Heinricha Berghausa.